# The Political Compass
The Political Compass (от англ. political compass — «политический компасс») — веб-сайт, который даёт пользователю возможность оценить 62 утверждения, выбрав один из четырёх вариантов («Категорически не согласен/сна», «Не согласен/сна», «Согласен/сна» и «Полностью согласен/сна»), и на основе ответов узнать свою идеологическую позицию на политическом спектре с двумя осями: экономической (левые-правые) и социальной (авторитаризм-либерализм).

## Сайт
Сайт не раскрывает людей, стоящих за ним, за исключением того факта, что сам сайт, вероятно, базируется в Великобритании. Внизу любой страницы сайта указано, что авторские права на «The Political Compass», который заявлен как торговая марка, принадлежат организации Pace News Limited. Pace News Limited — зарегистрированная в Новой Зеландии компания, директором которой является политический журналист Уэйн Бриттенден. Согласно The New York Times, сайт является работой Бриттендена.
Согласно Тому Атли из The Daily Telegraph, сайт связан с благотворительной организацией One World Action, основанной Гленис Киннок. Ранняя версия сайта была опубликована на веб-сервере One World Action.

## Политическая модель

Политический компас по версии The Political Compass

Идея, лежащая в основе политической модели, используемой The Political Compass, заключается в том, что политическая идеология может быть лучше измерена по двум отдельным экономическим осям.
Экономическая ось (левые-правые) показывает мнение человека о том, как должна регулироваться экономика: «левая» позиция характеризуются желанием, чтобы экономикой управлял кооперативный коллективный орган, который может быть как государством, так и, например, сетью коммун, в то же время «правая» позиция подразумевает желание, чтобы экономика была отдана на усмотрение конкурирующих частных лиц и организаций. Социальная ось (авторитаризм-либерализм) измеряет политические взгляды в социальной сфере, касающейся взглядов человека в отношении количества допустимой личной свободы: «либерализм» подразумевает максимизацию личной свободы, в то время как «авторитаризм» поддерживает идею о необходимости подчинения авторитету (власти).
Две данные оси позволяют разделить политические взгляды людей на четыре квадрата: лево-авторитарный (обозначается красным цветом в верхнем левом углу), право-авторитарный (обозначается синим цветом в верхнем правом углу), право-либеральный (обозначается жёлтым или фиолетовым цветом в нижнем правом углу) и лево-либеральный (обозначается зелёным цветом в нижнем левом углу). Создатели The Political Compass отмечают, что квадраты это не отдельные категории, а области на континууме.

## Критика и альтернативные модели
Существует ряд других многоосевых моделей политической позиции человека, некоторые из которых основаны на осях, схожих с используемыми The Political Compass. Наиболее известной из них является диаграмма Нолана, разработанная американским либертарианцем Дэвидом Ноланом. Аналогичная диаграмма была представлена в 1970 году в книге «The Floodgates of Anarchy» («Шлюзы анархии»), написанной Альбертом Мельтцера и Стюартом Кристи, и в 1968 году в издании «Rampart Journal of Individualist Thought» («Журнал индивидуалистической мысли „Оплот“») за авторством Мориса Брайсона и Уильяма МакДилла. Другие сайты с политическими тестами, например «iSideWith.com», также зачастую используют те же две оси для усовершенствования более примитивного одноосевого лево-правого политического спектра. Помимо этого, существует множество других сайтов с подобными политическими компасами, но работающих на других алгоритмах, например Sapply и Spekd.
Сайт не объясняет свою систему подсчёта баллов. В 2020 году внутренняя формула подсчёта баллов была взломана пользователем Reddit с сабреддита r/neoliberal. Ряд авторов, включая Тома Атли и Брайана Патрика Митчелла, высказали сомнение в обоснованности данного взлома.

## В массовой культуре
r/PoliticalCompassMemes — это сабреддит, посвящённый юмористической критике идеологий, участники которого определяют свои идеологические взгляды при помощи The Political Compass и указывают их в виде флаеров, располагающихся под именем пользователя. По состоянию на июль 2022 года данный сабреддит насчитывал 550 000 подписчиков.